# Ōgata Kōrin
Ōgata Kōrin (尾形 光琳?  Kioto, circa 1657 - Kioto, 2 de junio de 1716) fue un pintor y lacador japonés conocido por su estilo decorativo en biombos, originario de la escuela Rinpa de pintura japonesa.

## Biografía
Nació con el nombre de Ogata Koretomi u Ogata Ichinojo y su familia era descendiente de un clan samurái vasallo al shogunato Ashikaga. Fue hijo de Ogata Soken, un comerciante rico que vendía textiles para kimonos en Kioto y aficionado a las artes. El reconocido pintor Honami Kōetsu le había enseñado caligrafía. Adicionalmente, su abuelo, Ogata Sohaku, también fue artista y se instaló en la colonia artística de Kōetsu en Kioto. Es así que durante su juventud Kōrin recibe de su padre de manera elemental la pintura; no obstante, no le importaba el arte y prefirió vivir lujosamente y malgastar el dinero recibido por su familia. Su hermano Ōgata Kenzan fue también pintor y ceramista.
Al arruinarse económicamente decide tomar seriamente la pintura, siendo pupilo de Yamamoto Soken, un miembro oficial de la escuela Kanō y que a su vez era reconocido por su manejo de la tinta china y de la pintura tradicional en la escuela Tosa. Soken decidió transmitir todos sus conocimientos a Kōrin. También fue influenciado en gran medida por sus predecesores Honami Kōetsu, Kanō Yasunobu, Gukei Sumiyoshi y Tawaraya Sōtatsu, quienes eran los pintores más importantes del país en la época. Durante esta etapa como pupilo, sus obras no poseían su personalidad, ya que estaban fuertemente influenciados con la pintura tradicional.
Al llegar a su madurez artística en 1697, se convierte en un profesional y decide alejarse de la pintura tradicional y desarrolla un estilo muy original y bastante distintivo, tanto en la pintura como en la decoración con laca. En 1701 ya era considerado uno de los mejores pintores profesionales y acreditado por el gremio de pintores.
Con la muerte de Kōrin, a los cincuenta y nueve años, dejó su estilo a través de sus pupilos Kagei Tatebayashi y Shiko Watanabe, pero el conocimiento presente y la apreciación del trabajo de Kōrin fueron realizados por Sakai Hōitsu, quien pudo revivir dicho estilo en el siglo XIX.

## Desarrollo artístico

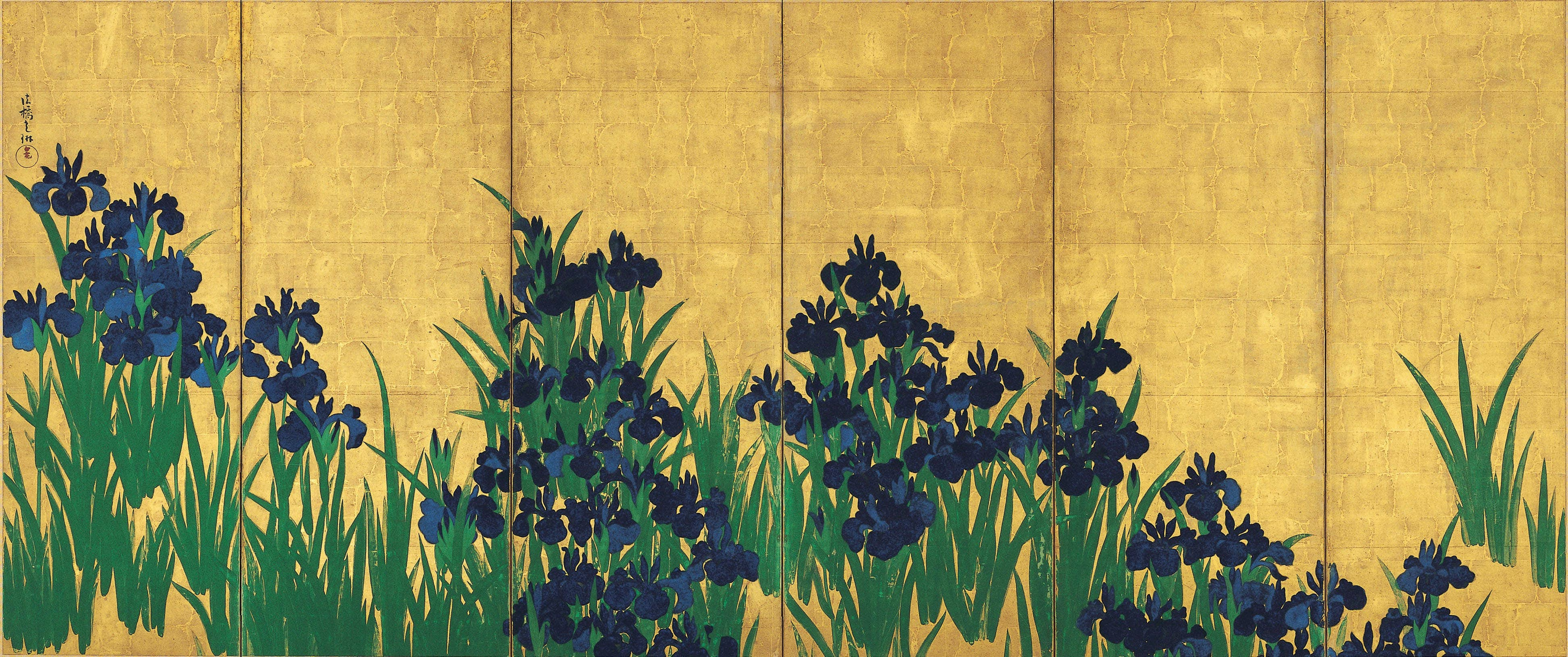
Parte izquierda del biombo de los lirios

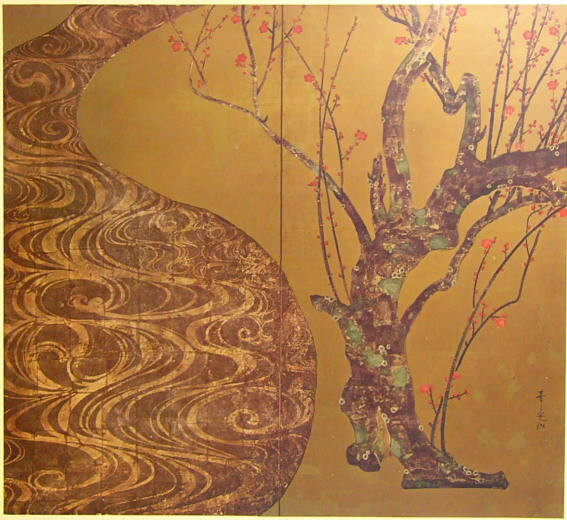
Flores de ciruelo rojas y blancas de Ogata Kōrin.

La evolución artística de Kōrin se pudo desarrollar en tres etapas:
- El primer período, que abarca desde su comienzo como artista profesional en 1697 hasta su traslado a Edo (actual Tokio) en 1704. Entre las obras más importantes está el Biombo de los lirios (1701), que representa unas flores de lirio con una decoración bastante detallada y con una ligera abstracción, resaltando la naturaleza de la pintura.
- El segundo período abarca su estadía en Edo desde 1704 hasta 1711, y se resaltan obras dedicadas a ricos comerciantes y varios daimyō. Entre estos se destaca un biombo de flores que representan las cuatro estaciones del año.
- El tercer período abarca su regreso a Kioto en 1711 y su muerte en 1716. En este punto regresa a los trabajos de Sōtatsu, y dos de sus mejores obras son reinterpretaciones de pinturas de este. También se destacan el biombo de las olas de Matsushima, y el más conocido artísticamente: Dios del viento y Dios del trueno; basado en el original de Sōtatsu.

## Estilo
La característica de los trabajos de Kōrin es impresionista, y expresa en pocas y muy simples formas idealizadas, con un descuido absoluto del realismo y de las convenciones normales, tendiendo hacia la abstracción y fijándose en los colores y en la naturaleza de la pintura. En el lacado, el uso de los colores blanco metálico y madreperla es notable, trayendo rasgos de la pintura de Kōetsu; adicionalmente trabajaba en diseños para cerámica y textiles, ya que dispuso ayudar al negocio de su hermano Ogata Kenzan.